# Valencia Open 500 2011
Il Valencia Open 500 2011 è stato un torneo di tennis giocato su campi in cemento al coperto. È stata la 17ª edizione dell'evento conosciuto come Valencia Open 500 o Open de Tenis Comunidad Valenciana, ed appartiene alla categoria ATP World Tour 500 series nell'ambito dell'ATP World Tour 2011. Gli incontri si sono disputati al Ciutat de les Arts i les Ciències di Valencia, in Spagna, dal 31 ottobre al 6 novembre 2011.

## Partecipanti ATP

### Teste di serie
| Nazionalità | Giocatore             | Ranking* | Testa di serie |
| ----------- | --------------------- | -------- | -------------- |
| Spagna      | David Ferrer          | 5        | 1              |
| Francia     | Jo-Wilfried Tsonga    | 9        | 2              |
| Francia     | Gaël Monfils          | 10       | 3              |
| Spagna      | Nicolás Almagro       | 11       | 4              |
| Francia     | Gilles Simon          | 12       | 5              |
| Argentina   | Juan Martín del Potro | 15       | 6              |
| Ucraina     | Aleksandr Dolhopolov  | 16       | 7              |
| Spagna      | Feliciano López       | 20       | 8              |

* Ranking del 24 ottobre 2011.

### Altri partecipanti
I seguenti giocatori hanno ricevuto una wild card per il tabellone principale:
- Daniel Gimeno Traver
- Javier Martí
- Juan Mónaco

I seguenti giocatori sono passati dalle qualificazioni:

- Martin Kližan
- Igor' Kunicyn
- Nicolas Mahut
- Vasek Pospisil

## Punti e montepremi
Il montepremi complessivo è di 1.357.000 €.
| Torneo    | Torneo              | V       | F       | SF     | QF     | 2T     | 1T    | Q  | Q3 | Q2    | Q1  |
| Singolare | Punti               | 500     | 300     | 180    | 90     | 45     | 0     | 20 | 0  | 10    | 0   |
| Singolare | Premi in denaro (€) | 325.000 | 151.000 | 72.000 | 34.000 | 17.500 | 9.350 | –  | 0  | 1.070 | 600 |
| Doppio    | Punti               | 500     | 300     | 180    | 90     | 0      | –     | –  | –  | –     | –   |
| Doppio    | Premi in denaro (€) | 96.500  | 44.500  | 21.000 | 10.000 | 5.130  | –     | –  | –  | –     | –   |

## Campioni

### Singolare
Marcel Granollers ha battuto in finale  Juan Mónaco per 6–2, 4–6, 7–6(3).
- È il 3º titolo in carriera per Granollers, il 2° del 2011.

### Doppio
Bob Bryan /  Mike Bryan hanno battuto in finale  Eric Butorac /  Jean-Julien Rojer con il punteggio di 6–4, 7–6(9)